# پتر تولویسته
پتر تولویسته (استونیایی: Peeter Tulviste; ۲۸ اکتبر ۱۹۴۵ – ۱۱ مارس ۲۰۱۷) روان‌شناس، سیاستمدار و نماینده سابق مجلس اهل استونی بود. وی از سال ۱۹۹۳ تا ۱۹۹۸ رئیس دانشگاه تارتو بوده‌است.